# Мари (Арканзас)
Мари (енгл. Marie) град је у америчкој савезној држави Арканзас.

## Демографија
По попису из 2010. године број становника је 84, што је 24 (-22,2%) становника мање него 2000. године.
| Група             | 2000.      | 2010.      |
| Белци             | 75 (69,4%) | 66 (78,6%) |
| Афроамериканци    | 32 (29,6%) | 13 (15,5%) |
| Азијати           | 0 (0,0%)   | 0 (0,0%)   |
| Хиспаноамериканци | 0 (0,0%)   | 2 (2,4%)   |
| Укупно            | 108        | 84         |